# 교구 (기독교)

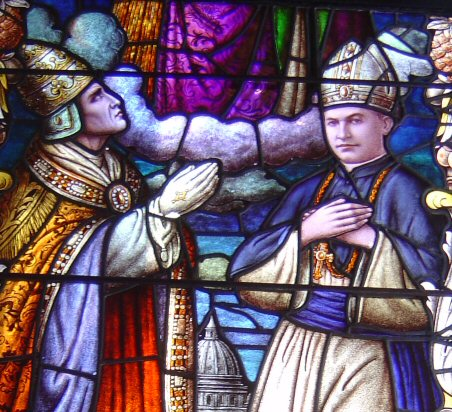

교구(敎區, 영어: diocese, bishopric)는 기독교에서 신자의 효율적인 관리 등을 위해서 지역적으로 편의상 분할한 구역을 일컫는다.
예를 들어 로마 가톨릭교회, 동방 정교회, 성공회 등에서는 교구, 감리교에서는 연회(年會, Annual Convention)지역이 이와 같은 역할을 한다. 성공회, 천주교, 동방 정교회에서는 주교의, 감리교에서는 감독의 지도를 받는다.
보통 교구는 주교가 관장하는 교계 구역을 뜻하며, 교회(본당)를 중심으로 해서 여러 개의 사목구(parish)로 다시 나뉜다. 이런 교구들을 일정 구역 연합시킨 구역을 가톨릭 및 성공회 정교회는 관구라고 한다.
가톨릭의 교구는 엄밀이 말하면 주교구가 맞을 것이다. 대교구는 대주교구,  총대주교는 총대주교구로  해당주교의 관리구역이란 뜻이다. 보좌주교는 관리구역이 없고 명의상으로만 존재한다. 추기경이 교구장 주교직을 맞을때는 별도의 주교 직책이 부여된다. 로마교구 안에 상주하는 추기경은 주교직이 없으며 명의주교(名儀主敎)직을 부여 받을 수 있으나 대부분 그렇지 않다.(라틴 주교급 추기경중 6명은 교구장명의 사용함)

## 교구 목록

### 대한민국

#### 천주교
- 서울 관구
  - 서울대교구
  - 인천교구
  - 수원교구
  - 의정부교구
  - 춘천교구
  - 원주교구
  - 대전교구
  - 함흥교구
  - 평양교구
  - 덕원자치수도원구

- 대구 관구
  - 대구대교구
  - 안동교구
  - 청주교구
  - 마산교구
  - 부산교구

- 광주 관구
  - 광주대교구
  - 전주교구
  - 제주교구

- 교황청 직속 교구
  - 군종교구

가톨릭의 관구의 중심교구인 관구장좌 대교구의 교구장즉 수도좌대주교로 착좌한주교는 가까운 시일에 관구장을 표시하는 빠리움을 교황로부터 받아야 한다(직접전달받음)

가톨릭 미사 성찬 전례의 감사 기도에서는 "우리 교황 (아무)와 우리 주교 (아무)"라고 하면서 교황의 이름 다음에 교구장 주교의 이름(세례명)을 부른다.

#### 성공회
- 한국관구
  - 서울 교구(서울敎區)
  - 대전 교구(大田敎區)
  - 부산 교구(釜山敎區)[3]

#### 감리회
감리교의 연회(교구에 해당)는 사실상 한 지역의 범위를 분리하는 역할과 함께 동시에 연회지역 내에서 이루어지는 사무를 처리하기 위한 감독(주교에 해당함)을 선출하고, 감독은 목사직 안수와 진급을 관리하며, 기타 교회의 사무를 관리한다. 기독교대한감리회에서 모든 연회지역에서는 1년에 한번씩 4~5월에 연회 내 사무를 처리하는 연회를 개최하고, 모든 연회의 소속원은 감리사가 포함되는 총대를 구성해 2년 마다 한 번씩 개최되는 총회에 참석한다. 1개 연회는 감리사가 사무와 관리를 담당하는 지방이 약 30-40개로 구성되며, 1개 지방은 약 30개의 구역으로 구성된다. 구역에는 보통 1개의 교회가 있으나 지역별 상황에 따라 2~3 교회가 같은 구역에 있기도 한다.
- 서울연회 - 서울 북부
- 서울남연회 - 서울 남부
- 중부연회 - 인천, 김포, 고양
- 경기연회 - 경기 남부
- 중앙연회 - 경기 동북부
- 동부연회 - 강원특별자치도
- 충북연회 - 충청북도 동부
- 충청연회 - 충청북도 서부와 충청남도 일부
- 남부연회 - 대전, 충청남도, 일본
- 삼남연회 - 대구, 부산, 경상북도, 경상남도, 필리핀(선교)
- 미주(특별)연회 - 미국을 포함한 북미 (연회 감독을 선출한다)
- 호남선교연회 - 전라북도, 전라남도, 광주
- 서부연회 (북한지역을 형식적으로 관할하는 연회. 감독회장이 당연직 연회장이 됨)[4]

## 같이 보기
- 성직 자치단